# Lijst van plaatsen in Zuid-Afrika
Hier volgt een lijst van plaatsen (dorpen) in Zuid-Afrika. De term dorp betekent niet noodzakelijkerwijs dat het een kleine plaats betreft: Klerksdorp heeft bijvoorbeeld 175.000 inwoners, Krugersdorp 290.000 inwoners.
Voor grote steden, zie lijst van grote Zuid-Afrikaanse steden. Voor de gemeenten, zie Lijst van gemeenten in Zuid-Afrika.

## Gauteng
- Akasia
- Alberton
- Alexandra
- Atteridgeville
- Bapsfontein
- Benoni
- Boksburg
- Brakpan
- Bronkhorstspruit
- Carletonville
- Centurion
- Cullinan
- Daveyton
- Diepsloot
- Edenvale
- Ennerdale
- Etwatwa
- Evaton (Emfuleni)
- Fochville
- Ga-Rankuwa
- Germiston
- Heidelberg
- Irene
- Ivory Park
- Johannesburg
- Kagiso (West Rand)
- Katlehong
- Kempton Park
- Krugersdorp
- Kwa-Thema
- Lenasia
- Mabopane
- Magaliesburg
- Mamelodi
- Mandela
- Meyerton
- Midrand
- Nigel (Oost-Rand)
- Pretoria
- Randburg
- Randvaal
- Roodepoort
- Sandton
- Saulsville
- Sebokeng
- Soshanguve
- Silverton
- Springs (Oost-Rand)
- Soweto
- Sterkfontein
- Temba
- Tembisa
- Tokoza
- Tsakane (Oost-Rand)
- Vanderbijlpark
- Vereeniging
- Vosloorus
- Westonaria
- Winterveld

## Noord-Kaap
- Aggeneys
- Alexanderbaai
- Askham
- Augrabies
- Barkly West
- Belmont
- Brandvlei
- Britstown
- Calvinia
- Campbell
- Carnarvon
- Colesberg
- Concordia
- Danielskuil
- De Aar
- Deelfontein
- Delportshoop
- Dibeng
- Douglas
- Eksteenfontein
- Fraserburg
- Galeshewe
- Ganspan
- Garies
- Goodhouse
- Griekwastad
- Groblershoop
- Grootdrink
- Hanover
- Hartswater
- Hondeklipbaai
- Hopetown
- Hotazel
- Hutchinson
- Kakamas
- Kamieskroon
- Karkams
- Kathu
- Keimoes
- Jan Kempdorp
- Kenhardt
- Kimberley
- Kleinzee
- Koingnaas
- Komaggas
- Kuboes
- Kuruman
- Lekkersing
- Leliefontein
- Lime Acres
- Loeriesfontein
- Louisvale
- Loxton
- Marchand
- Marydale
- Merriman
- Mothibistad
- Nababeep
- Niekerkshoop
- Nieuwoudtville
- Norvalspont
- Noupoort
- Okiep
- Olifantshoek
- Onseepkans
- Orania
- Pampierstad
- Pella
- Petrusville
- Philipstown
- Pofadder
- Port Nolloth
- Postmasburg
- Prieska
- Richmond
- Riemvasmaak
- Rietfontein
- Ritchie
- Sanddrif
- Schmidtsdrift
- Sishen
- Soebatsfontein
- Spoegrivier
- Springbok
- Steinkopf
- Strydenburg
- Sutherland
- Sydney on Vaal
- Ulco
- Upington
- Van Wyksvlei
- Van Zylsrus
- Vanderkloof
- Victoria-Wes
- Vioolsdrift
- Vosburg
- Warrenton
- Wegdraai
- Williston
- Windsorton

## West-Kaap
- Abbotsdale
- Albertinia
- Arniston
- Ashton
- Athlone
- Atlantis
- Aurora
- Avontuur
- Baardscheerders Bosch
- Bellville
- Barrydale
- Bettysbaai
- Birkenhead
- Bitterfontein
- Blouberg
- Bloubergstrand
- Bo-Kaap
- Boggomsbaai
- Bonnievale
- Botrivier
- Bredasdorp
- Brenton-on-Sea
- Buffelsbaai
- Caledon
- Calitzdorp
- Ceres
- Citrusdal
- Clanwilliam
- Constantia
- Danabaai
- Darling
- De Doorns
- De Rust
- Delft
- Durbanville
- Dysselsdorp
- Elandsbaai
- Elim
- Franschhoek
- Gansbaai
- Genadendal
- George
- Gordonsbaai
- Graafwater
- Grabouw
- Greyton
- Groot Brakrivier
- Haarlem
- Hawston
- Heidelberg
- Herbertsdale
- Hermanus
- Hopefield
- Houtbaai
- Kaapstad
- Kalbaskraal
- Khayelitsha
- Klawer
- Kleinmond
- Kraaifontein
- Kylemore
- Ladismith
- Laingsburg
- Lambertsbaai
- Langebaan
- Malmesbury
- Matjiesfontein
- McGregor
- Melkbosstrand
- Merweville
- Milnerton
- Mitchells Plain
- Montagu
- Moorreesburg
- Mosselbaai
- Muizenberg
- Murraysburg
- Napier
- Nature's Valley
- Oudtshoorn
- Paarl
- Parow
- Paternoster
- Philippi
- Piketberg
- Plettenbergbaai
- Pniel
- Porterville
- Prince Alfred's Hamlet
- Pringlebaai
- Rawsonville
- Riebeek-Kasteel
- Riebeek-Wes
- Riversdal
- Riviersonderend
- Robertson
- Rondebosch
- Rooi Els
- Saldanha
- Sedgefield
- Simonstad
- Sir Lowry's Pass
- Sint Helenabaai
- Stanford
- Stellenbosch
- Stilbaai
- Saint James
- Somerset West
- Strand
- Suurbraak
- Swellendam
- Touwsrivier
- Tulbagh
- Uniondale
- Vanrhynsdorp
- Velddrif
- Villiersdorp
- Vishoek
- Vredenburg
- Vredendal
- Wellington
- Wildernis
- Wolseley
- Worcester
- Wupperthal

## Oost-Kaap
- Aberdeen
- Adendorp
- Alexandria
- Alice
- Alicedale
- Aliwal-Noord
- Balfour
- Barkly-Oos
- Bathurst
- Beacon Bay
- Bedford
- Bell
- Berlin
- Bethelsdorp
- Bisho
- Bizana (Oost-Kaap)
- Breidbach
- Burgersdorp
- Butterworth
- Cala
- Carthcart
- Cofimvaba
- Cookhouse
- Cradock
- Despatch
- Dordrecht
- Dutywa voormalig Idutywa
- Elliot
- Flagstaff
- Fort Beaufort
- Fort Hare University
- Gonubie
- Graaff-Reinet
- Grahamstad
- Hamburg
- Hankey
- Hofmeyr
- Humansdorp
- iBhayi
- Indwe
- Jamestown
- Jansenville
- Jeffreysbaai
- Joubertina
- Kareedouw
- Kei Road
- Keiskammahoek
- Koning Willemstad
- Koffiebaai
- Kirkwood
- Klipplaat
- Komga
- Kruisfontein
- KwaNobuhle

## KwaZoeloe-Natal
- Amatikulu
- Bergville
- Camperdown
- Charlestown
- Clermont
- Colenso
- Dalton
- Darnall
- Donnybrook
- Dundee
- Durban
- Edendale
- Empangeni
- Eshowe
- Estcourt
- Franklin
- Gingindlovu
- Glencoe (Umzinyathi)
- Greytown
- Harding
- Hattingspruit
- Hibberdene
- Hluhluwe
- Howick
- Inanda A
- Ingwavuma
- Ixopo
- Kingsburgh
- Kokstad
- Kranskop
- KwaMashu
- Ladysmith
- Louwsburg
- Madadeni
- Mandini
- Margate
- Melmoth
- Mkuze
- Mooirivier
- Mpolweni
- Mtwalume
- New Hanover
- Nottingham Road
- Ntuzuma
- Paulpietersburg
- Pietermaritzburg
- Phoenix
- Pinetown
- Pomeroy
- Pongola A
- Port Edward
- Port Shepstone
- Queensburgh
- Richardsbaai
- Richmond
- Riverview
- Roosboom
- Rosetta
- Scottburgh
- Sezela
- Shakaskraal
- St.Lucia
- Tongaat
- Umhlanga
- Umkomaas
- Umlazi
- Umzimkhulu
- Umzinto (Umdoni)
- Underberg
- Utrecht
- Verulam
- Vryheid
- Wasbank
- Weenen
- Zinkwazi Beach

## Limpopo
- Bela-Bela
- Burgersfort
- Duiwelskloof
- Ga-Modjadji
- Haenertsburg
- Lephalale (Ellisras)
- Lebowakgomo
- Louis Trichardt
- Lulekani
- Marulaneng
- Mookgophong
- Musina
- Namakgale
- Ofcolaco
- Penge
- Phalaborwa
- Pietersburg
- Potgietersrus
- Roedtan
- Soekmekaar
- Thohoyandou
- Tzaneen
- Vaalwater (Waterberg)

## Noordwest
- Amalia
- Babelegi
- Bakerville
- Bloemhof
- Brits
- Coligny
- Christiana
- Delareyville
- De Wildt
- Groot Marico
- Hartbeesfontein
- Hartbeespoort
- Klerksdorp
- Koster
- Leeudoringstad
- Lichtenburg
- Makwassie
- Marikana
- Orkney
- Ottosdal
- Potchefstroom
- Reivilo
- Rustenburg
- Sannieshof
- Schweizer Reneke
- Stella
- Stilfontein
- Swartruggens
- Taung
- Vryburg
- Wolmaransstad
- Zeerust

## Mpumalanga
- Acornhoek
- Alkmaar
- Amersfoort
- Amsterdam
- Barberton
- Balfour
- Bethal
- Bosbokrand
- Botleng
- Breyten
- Carolina
- Clewer
- Daantjie
- Dullstroom
- Eloff
- eMalahleni
- Embalenhle
- Emjindini
- Ermelo
- Evander
- Graskop
- Groblersdal
- Greylingstad
- Hazyview
- Hendrina
- Iswepe
- KaNyamazane
- Kinross
- Komatipoort
- Kriel Power Station
- Kwaggafontein
- KwaGuqa
- Leandra
- Lebohang
- Lothair
- Lydenburg
- Machadodorp
- Malalane
- Mandela
- Marble Hall
- Marloth Park
- Matsulu
- Mbombela (plaats)
- Mkhuhlu
- Mhluzi
- Middelburg
- Morgenzon
- Nelspruit
- Ohrigstad
- Ogies
- Pelgrimsrus
- Piet Retief
- Roossenekal
- Sabie
- Sakhile
- Secunda
- Sheepmoor
- Standerton
- Trichardt
- Tweefontein
- Volksrust
- Wakkerstroom
- Warburton
- Waterval Boven
- Witbank
- Witrivier

## Vrijstaat
- Allanridge
- Arlington
- Bethlehem
- Bethulie
- Bloemfontein
- Bohlokong
- Bothaville
- Botshabelo
- Boshof
- Brandfort
- Bultfontein
- Clarens
- Clocolan
- Cornelia
- Dealesville
- Dewetsdorp
- Edenburg
- Edenville
- Excelsior
- Fauresmith
- Ficksburg
- Fouriesburg
- Frankfort
- Gariepdam
- Harrismith
- Heilbron
- Hertzogville
- Hobhouse
- Hoopstad
- Jacobsdal
- Jagersfontein
- Kestell
- Kgotsong
- Koffiefontein
- Koppies
- Kroonstad
- Ladybrand
- Lindley
- Luckhoff
- Mangaung
- Manyatseng
- Maokeng
- Marquard
- Masilo
- Matwabeng
- Meloding
- Memel
- Meqheleng
- Monyakeng
- Namahadi (Fezile Dabi)
- Namahadi (Thabo Mofutsanyane)
- Odendaalsrus
- Oranjeville
- Parys
- Paul Roux
- Petrusburg
- Petrus Steyn
- Phahameng (Lejweleputswa)
- Phahameng (Mangaung)
- Phahameng (Thabo Mofutsanyane)
- Philippolis
- Phomolong (Fezile Dabi)
- Phomolong (Lejweleputswa)
- Phomolong (Thabo Mofutsanyane)
- Phuthaditjhaba
- Rammulotsi
- Reddersburg
- Riebeeckstad
- Rouxville
- Reitz
- Sasolburg
- Senekal
- Shannon SH
- Smithfield
- Springfontein (Mangaung)
- Springfontein (Xhariep)
- Steynsrus
- Tebang
- Thaba Nchu
- Thabong
- Theunissen
- Trompsburg
- Tumahole
- Tweeling
- Tweespruit
- Ventersburg
- Verkeerdevlei
- Vierfontein
- Viljoensdrif
- Viljoenskroon
- Villiers
- Virginia
- Vrede
- Vredefort
- Warden
- Welkom
- Wepener
- Wesselsbron
- Whites
- Winburg
- Zamdela
- Zastron